# Edge of Dawn
Edge of Dawn — немецкая futurepop-группа, состоящая из Марио Шумахера (Mario Schumacher) и Фрэнка Спината (Frank M. Spinath). Название группы Edge of Dawn происходит от одноимённой песни Covenant. 

## История группы
Шумахер основал группу как соло-проект в 1998 году. Первый альбом In Fear of the Unknown (2001) был записан в домашней студии на СDr и не получил широкой огласки.
В 2005 году к проекту в качестве вокалиста присоединился лидер группы Seabound Фрэнк Спинат. Первый EP дуэта The Flight вышел в 2005. «Losing ground is what it takes if you really want to fly» — это цитата из композиции «Losing Ground».
Первый полноформатный альбом Enjoy the Fall и EP Borderline Black Heart (оба — 2007 года выпуска) были высоко оценены в German Alternative Chart. Второй альбом Edge of Dawn Anything That Gets You Through The Night вышел 21 мая 2010.

## Дискография

### Студийные альбомы
- Enjoy the Fall (2007) Metropolis Records
- Anything That Gets You Through The Night (2010) Metropolis Records

### EP
- The Flight (Lux) (2005) Metropolis Records
- Borderline Black Heart (2007) Metropolis Records
- Stage Fright (2010) Metropolis Records